# 上车湾镇
上车湾镇，是中华人民共和国湖北省荆州市监利市下辖的一个乡镇级行政单位。

## 行政区划
上车湾镇下辖以下地区：
上车社区、新墩村、南港村、苏易村、曹桥村、支刘村、师桥村、长池村、伏河村、潘揭村、郑家门村、杨岭村、周门寺村、范祠村、郭垸村、任铺村、王塘村、丁刘村、采花村、黄花村、重阳村、烟墩村、分洪村、恒心村、关庙村、蔬菜村、姜刘村、朝门村和分洪渔场。